# 1950 au Canada
Pour un article plus général, voir Chronologie du Canada.
Cet article traite des événements qui se sont produits durant l'année 1950 au Canada.

## Événements

### Politique
- Nancy Hodges devient la première femme à être présidente de l'Assemblée législative de la Colombie-Britannique.

- 7 août : le Canada joint les forces des Nations unies pour combattre dans la Guerre de Corée.
- Le duc Édouard de Windsor et la duchesse Wallis de Windsor séjournent dans leur ranch à Pekisko en Alberta.

### Justice
- La police provinciale de la Colombie-Britannique est démantelée pour être remplacée par la Gendarmerie royale du Canada.

### Sport

#### Hockey
- Fin de la Saison 1949-1950 de la LNH suivie des Séries éliminatoires de la Coupe Stanley 1950. Aucune équipe canadienne en finale. Les Red Wings de Détroit remportent la Coupe Stanley contre les Rangers de New-York.
- Le Canadien junior de Montréal remporte la Coupe Memorial 1950.
- Championnat du monde de hockey sur glace 1950. L'équipe du Canada remporte le championnat.
- Début de la Saison 1950-1951 de la LNH.

#### Football
- Fondation du club de football des Tiger-Cats de Hamilton.

### Économie
- 15 juin : création de la compagnie F.Dufresne/EKO.
- 2 octobre : Vol inaugural d'Air France de sa liaison Paris-Montréal

### Science
- Le cratère des Pingualuit est reconnu comme ayant été l'impact d'une météorite.
- Harry Wasylyk invente le sac poubelle.

### Culture
- Première édition du Salon du livre de Montréal.
- Félix Leclerc se fait connaître en France.
- Fondation de l'Orchestre symphonique du Nouveau-Brunswick.
- Fondation de la Compagnie nationale d'opéra du Canada.

#### Film
- Les Lumières de ma ville de Jean-Yves Bigras. Monique Leyrac s'y fait connaître comme chanteuse.

### Religion
- 1 octobre : émission radiophonique Chapelet en famille, qui va durer 20 ans.
- 12 novembre : Marguerite Bourgeoys est béatifiée par le pape Pie XII - fondatrice de la Congrégation des sœurs de Notre-Dame à Montréal.
- 13 novembre : de retour de Rome, l'avion Le pèlerin canadien s'écrase dans les Alpes françaises. La catastrophe aérienne fait 58 morts. Les pèlerins avaient été reçu en audience par le pape la veille.

- Démission de Joseph Charbonneau. Paul-Émile Léger est nommé archevêque de Montréal.
- Joseph Albertus Martin est nommé évêque au Diocèse de Nicolet.

## Naissances
- 5 janvier : John Manley, avocat, homme d'affaires et homme politique.
- 13 janvier : Joe Fontana, homme politique.
- 17 janvier : Jean Poirier, homme politique.
- 18 janvier : Gilles Villeneuve, coureur automobile.
- 8 février : Keith Milligan, premier ministre de l'Île-du-Prince-Édouard.
- 9 février : Tom Wappel, homme politique fédéral.
- 12 février : Michael Ironside, acteur.
- 26 mars : Martin Short, acteur et réalisateur.
- 9 avril : John McCallum, professeur, auteur et homme politique fédéral († 21 juin 2025).
- 2 mai : Roger Grimes, ancien premier ministre de Terre-Neuve-et-Labrador.
- 27 mai : Brent St. Denis, homme politique.
- 1er juin  : Jean Beaudet, musicien et pianiste.
- 12 juin : David Onley, lieutenant-gouverneur de l'Ontario.
- 21 juin, Anne Carson, poétesse et professeure.
- 5 juillet : Deepak Obhrai, homme politique.
- 6 juillet : Hélène Scherrer, femme politique fédérale provenant du Québec.
- 7 juillet : Leon Benoit, homme politique.
- 18 juillet : Jack Layton, chef du Nouveau Parti démocratique du Canada.
- 4 août : Danny Williams, premier ministre de Terre-Neuve-et-Labrador.
- 16 août : Stockwell Day, ancien chef de l'Alliance canadienne.
- 31 août : Anne McLellan, vice-première ministre du Canada.
- 8 septembre : Zachary Richard, auteur-interprète.
- 16 septembre : Sheila Fraser, vérificatrice générale du Canada.
- 18 septembre : Darryl Sittler, joueur de hockey sur glace.
- 13 octobre : Hugh Segal, stratège et sénateur.
- 31 octobre : John Candy, acteur.
- 8 novembre : Dennis Fentie, premier ministre du Yukon.
- 20 décembre : Carolyn Bennett, femme politique canadienne.
- 26 décembre : Glen Pearson, homme politique.

## Décès
- 7 avril : Walter Huston, comédien.
- 15 mai : Hervé-Edgar Brunelle, homme politique fédéral provenant du Québec.
- 22 juillet : William Lyon Mackenzie King, premier ministre du Canada.
- 25 juillet : Gleason Belzile, homme politique fédéral provenant du Québec.
- 2 août : Pierre-François Casgrain, homme politique fédéral provenant du Québec.